# 马庆生
马庆生（1944年—），安徽阜阳人，中华人民共和国政治人物。
1960年，进入复旦大学攻读生物系遗传专业，后供职于广西劳动大学、广西农学院。1980年留学攻读英国约翰·英纳斯研究所，后获得英国东安哥利亚大学理科博士。1987年，任广西农学院副院长、院长。1992年，升任广西自治区党委组织部部长。1994年，升广西自治区党委副书记兼组织部部长。2003年，任广西壮族自治区政协主席。